# José de Assis Aragão
José de Assis Aragão (San Paolo, 5 ottobre 1939) è un ex arbitro di calcio brasiliano, internazionale dal 1981 al 1989.

## Carriera
Attivo a livello statale dal 1972, dallo stesso anno ha diretto in Série A. È stato affiliato sia alla CBF che alla FPF. Ha arbitrato la finale del campionato brasiliano 1980, nonché quelle del 1983 e del 1987. Tra i suoi risultati più rilevanti negli incontri internazionali si annoverano la presenza in otto edizioni della Copa Libertadores. Ha inoltre partecipato alle qualificazioni al campionato mondiale di calcio 1982 per la CONCACAF, arbitrando due partite. Ha segnato un gol durante l'incontro tra Santos e Palmeiras, disputatosi al Morumbi il 20 aprile 1983 per il campionato brasiliano; durante una mischia in area, un rimpallo fece sì che il pallone rimbalzasse sulla gamba di Aragão, terminando in rete. Nonostante le proteste del Santos, l'arbitro convalidò la marcatura.